# Cletus Spuckler
Cletus Del Roy Spuckler (stem gedaan door Hank Azaria), ook bekend als Cletus the Slack-Jawed Yokel, is een personage uit de animatieserie The Simpsons.
Cletus is een stereotiepe hillbilly/redneck, maar meestal is hij wel goed gehumeurd. Hij is dun, heeft bruin haar dat achter op zijn hoofd is afgeschoren, en maar weinig tanden. Verder heeft hij een tatoeage van een slang en een schedel op zijn linkerarm.

## Rol in the Simpsons
Cletus werd geïntroduceerd in seizoen 5 in de aflevering Bart Gets an Elephant, waarin hij een van de mensen is die verbaasd naar Barts olifant kijken (Cletus’ stem is in deze aflevering iets dieper dan in andere afleveringen). Hij was, net als Kapitein Horatio McCallister voor hem, het personage dat altijd even kort werd opgezocht voor een grap of komische situatie.
Meer recentelijk heeft Cletus een ziekte opgelopen doordat hij altijd het kwik uit thermometers drinkt. Dit heeft vooral zijn geheugen aangetast. Cletus beweert nu ook in de toekomst te kunnen kijken ("sometimes I whittles the future").

## Relatie met Brandine
Cletus heeft een relatie met Brandine Spuckler, die vooral wordt neerzet als zijn vriendin of vrouw. De exacte aard van hun relatie is nogal vaag. Soms wordt zelfs gesuggereerd dat de twee broer en zus zijn (zoals in de aflevering Alone Again, Natura-Diddily op een autoracewedstrijd, waar Brandine zegt "Dang, Cletus! Why'd you have to park so close to my parents?" en Cletus reageert met "Now honey, they's mah parents too!"). Dit speelt in op het stereotype dat incest veel voorkomt onder hillbillies/rednecks.
In de aflevering There's Something About Marrying maakt Homer (die zich via internet voordoet als een dominee) zich klaar om Cletus en Brandine te trouwen. Kijkend naar het formulier roept hij echter "Wait a minute… are you two brother and sister?"
In de aflevering The Italian Bob werd de relatie tussen de twee nog gecompliceerder omdat Brandine zei "Yer tha best husband – and son – I've ever had." Als dat allemaal waar is dan is "Maw" zijn stiefmoeder en Brandine zijn biologische moeder, zijn vader is Brandines vader, waardoor Cletus zowel Brandines halfbroer als zoon is.

## Kinderen
Cletus lijkt de vader te zijn van zeer vele kinderen, daar hij Marge een keer 300 bonnen voor gratis pretzels gaf waarbij hij de namen "Tiffany, Heather, Cody, Dylan, Dermot, Jordan, Taylor, Brittany, Wesley, Rumer, Scout, Cassidy, Zoe, Chloe, Max, Hunter, Kendall, Caitlin, Noah, Sasha, Morgan, Kyra, Ian, Lauren, Q-Bert, en Phil" roept.
Cletus en Brandine hebben een dochter genaamd Condoleezza Marie, die per ongeluk werd omgewisseld met een pak suiker dat Homer bij zich droeg als onderdeel van zijn ouderschapsoefening. Haar naam is een verwijzing naar politica Condoleezza Rice
Van Cletus en Brandine is bekend dat ze in elk geval 39 kinderen hebben, waaronder een schaap en een wandelende hotdog.

## Achternaam
Cletus' achternaam is Spuckler; in de aflevering Sweets and Sour Marge ondertekent Cletus een formulier met deze naam (zijn handtekening bestond verbazingwekkend genoeg uit elegante sierletters). In Marge vs. Singles, Seniors, Childless Couples and Teens, and Gays werd zijn volledige naam ook genoemd: Cletus Spuckler.
Homer Simpson · Marge Simpson · Bart Simpson · Lisa Simpson · Maggie Simpson · Abraham Simpson · Patty en Selma Bouvier · Jacqueline Bouvier · Mona Simpson · Santa's Little Helper · Snowball II · Familie Bouvier
Jasper Beardley · Comic Book Guy · Eddie en Lou · Maude Flanders · Ned Flanders · Professor Frink · Barney Gumble · Julius Hibbert · Lionel Hutz · Eerwaarde Lovejoy · Kapitein Horatio McCallister · Hans Moleman · Bleeding Gums Murphy · Apu Nahasapeemapetilon · Mayor Joe Quimby · Dr. Nick Riviera · Agnes Skinner · Cletus Spuckler · Squeaky Voiced Teen · Disco Stu · Moe Szyslak · Kirk Van Houten · Luann Van Houten · Chief Clancy Wiggum
Gary Chalmers · Rod en Todd Flanders · Jimbo Jones · Kearney · Edna Krabappel · Otto Mann · Nelson Muntz · Martin Prince · Seymour Skinner · Milhouse Van Houten · Ralph Wiggum · Groundskeeper Willie · andere studenten
Montgomery Burns · Carl Carlson · Lenny Leonard · Waylon Smithers
Itchy en Scratchy · Kent Brockman · Krusty de Clown · Troy McClure · Rainier Wolfcastle · Radioactive Man
Snake · Kang & Kodos · Sideshow Bob · Fat Tony
Treehouse of Horror
Bart vs. the World · Bart Simpson's Escape from Camp Deadly · The Simpsons Arcadespel · Bart vs. the Space Mutants · Bart's House of Weirdness ·Bart vs. The Juggernauts · Krusty's Fun House · Bartman Meets Radioactive Man · Bart's Nightmare · The Itchy and Scratchy Game · Virtual Bart · Bart and the Beanstalk · Itchy & Scratchy in Miniature Golf Madness · Cartoon Studio · Virtual Springfield · Night of the Living Treehouse of Horror · Bowling · Wrestling · Road Rage · Skateboarding · Hit & Run · The Simpsons Game · The Simpsons: Tapped Out
The Simpsons · The Simpsons Pinball Party
Strips: Simpsons Comics · Bart Simpson serie · Itchy & Scratchy Comics · Bart Simpson's Treehouse of Horror · Futurama/Simpsons Infinitely Secret Crossover Crisis
Tijdschrift: Simpsons Illustrated
Boeken: Bart Simpson's Guide to Life · Family Album · Library of Wisdom · Complete Guides · Planet Simpson · The Simpsons and Philosophy
Actiefiguurtjes: World of Springfield
The Simpsons Movie
Bankgrap ·
Canyonero · 
D'oh! · 
Duff Beer · 
Schoolbordgrap · 